# La Bourse et la Vie
La Bourse et la Vie è un film del 1966 diretto da Jean-Pierre Mocky.

## Trama
Pélepan, imprenditore di Tolosa, deve dare dieci milioni di franchi a un notaio parigino ma scopre che i suoi soldi sono stati persi dai fratelli Robinhoude.